# Adrien Dolimont
Adrien Dolimont (Montigny-le-Tilleul, 18 september 1988) is een Belgisch politicus voor de Franstalige liberale partij MR. Hij is sinds 15 juli 2024 minister-president van Wallonië.

## Biografie
Adrien Dolimont groeide op in Ham-sur-Heure-Nalinnes in een gezin met vier kinderen. Zijn beide ouders werkten in het onderwijs. Hij behaalde in 2011 het diploma van burgerlijk ingenieur aan de Faculté polytechnique de Mons, gespecialiseerd in werktuigbouwkunde, en was vervolgens van 2011 tot 2019 assistent aan de Universiteit van Bergen, alwaar hij in 2018 een doctoraat afwerkte in de ingenieurs- en technologische wetenschappen. In 2019 richtte hij zijn eigen consultancybedrijf op, waarvan hij tot in 2022 de zaakvoerder was, en van 2021 tot 2022 bestuurder bij ESI, een maatschappij die zonnepanelen met hoog vermogen installeert. 
Hij trad in de politieke voetsporen van zijn grootvader Marcel Nicaise (1929-2020), oud-burgemeester van Ham-sur-Heure-Nalinnes, en trad toe tot de MR. Dolimont kwam voor het eerst op bij de gemeenteraadsverkiezingen van oktober 2006, bijna een maand na zijn achttiende verjaardag. Omdat hij een goed persoonlijk resultaat behaalde, werd hij in december dat jaar meteen schepen van de gemeente, bevoegd voor Jeugd, Folklore en Informatica. Hij bleef dit tot in december 2012 en werd toen eerste schepen met de bevoegdheden Financiën, Begroting, Folklore en Openbare Aanbestedingen. Na de gemeenteraadsverkiezingen van oktober 2018 werd Dolimont in december dat jaar naast eerste schepen aangesteld tot OCMW-voorzitter. Tevens werd hem beloofd dat hij halverwege de legislatuur burgemeester Yves Binon zou opvolgen. Uiteindelijk ging dat niet door omdat Binon zich niet aan de afspraken hield. Na zijn aanstelling tot minister in januari 2022 werd hij titelvoerend schepen en OCMW-voorzitter. 
Daarnaast nam Dolimont verschillende bestuursmandaten op, onder andere van 2016 tot 2022 bij de Waalse infrastructuurbeheerder SOFICO, van 2018 tot 2019 bij de UVCW, de vereniging van Waalse steden en gemeenten en van 2020 tot 2022 bij de Waalse Watermaatschappij. Voorts was hij van 2019 tot 2022 vicevoorzitter van het directiecomité en de raad van bestuur van Tibi, de intercommunale voor afvalbeheer in de streek van Charleroi. 
In mei 2014 was Dolimont kandidaat bij de federale verkiezingen, op de tiende plaats van de MR-lijst in de kieskring Henegouwen, en bij de Waalse verkiezingen van mei 2019 stond hij op de derde plaats van de MR-lijst in de kieskring Charleroi-Thuin. Beide keren werd hij echter niet verkozen.

### Ministerschap
Op 11 januari 2022 werd Dolimont door MR-voorzitter Georges-Louis Bouchez naar voren geschoven als minister van Financiën, Begroting, Regionale luchthavens en Sportinfrastructuur in de Waalse Regering-Di Rupo III, waarbij hij Jean-Luc Crucke opvolgde. Op 13 januari legde hij in het Waals Parlement officieel de eed af als minister.
Als Waals minister kreeg hij zeggenschap over delicate dossiers als de hoge staatsschuld en het grote begrotingstekort, die door de coronacrisis, de overstromingen in juli 2021 en de energiecrisis nog precairder waren geworden. Ook werd hij mede verantwoordelijk voor de uitwerking van het Waalse relanceplan inzake werkgelegenheid, economie, leefmilieu en klimaat en voerde hij bijsturingen door aan de Stratégie Immobilière 2020-2024, het plan van de Waalse regering om besparingen door te voeren en de administratie te rationaliseren en efficiënter te laten werken. In januari 2024 stond hij aan de wieg van Wallonie Finances Expertises, een centrum voor strategische expertise in fiscaliteit en financiële en budgettaire materies en dat vier overheidsdiensten van het Waals gewest ging overkoepelen. 
Bij de Waalse verkiezingen van 9 juni 2024 werd Dolimont als lijsttrekker in het Charleroi-Thuin verkozen in het Waals Parlement en nam hij tevens zitting in het Parlement van de Franse Gemeenschap. Een maand later werd hij weer minister. 
Op 14 juli 2024 werd Dolimont voorgesteld als nieuwe Waalse minister-president in opvolging van Elio Di Rupo. Hij was daarmee de jongste Waalse minister-president tot dan toe. De dag nadien legde Dolimont de eed af in deze functie. Hij nam tevens de bevoegdheden Financiën en Begroting, Dierenwelzijn, Internationale Betrekkingen en Wapenvergunningen op zich en werd in de Franse Gemeenschapsregering minister van Wetenschappelijk Onderzoek.